# ニコニコアンケート
ニコニコアンケートとは、ドワンゴが提供するアンケートサービスである。ニコニコ内のサービスの1つ。

## 概要
ニコニコアンケートは、ニコニコ割り込みを利用した公式アンケートであり、以前は「ニコ割アンケート」と呼ばれていた。2008年7月29日に第1回目のニコ割アンケートを行った。2014年11月21日に現在の「ニコニコアンケート」に変更。
ニコニコアンケートは動画を見ているニコニコの利用者を対象にし、一斉に開始時刻になると行われる。回答はアンケートを始めた後一定時間後に締め切られて、すぐに集計の結果が公開される。アンケート通知の受信設定は「アンケート設定」から設定することが可能。同時刻に不特定多数の利用者が参加する形態のため、これまでのインターネットのアンケートとは異なり、投票は組織的なものが困難になっている。
参加すると、個別にある結果ページで自分の回答と同じ回答の利用者がどれほどいるのか、自分の回答が回答者の多い選択肢の何番目なのかを見ることが可能。自分と他利用者の意見の違いを知ることもできる。

## 歴史

### 2008年
- 7月29日 - 第1回目のニコ割アンケートを行った。

### 2014年
- 11月21日 - 「ニコ割アンケート」が「ニコニコアンケート」に変更。